# Neu-Moschwitz
Der Weiler Neu-Moschwitz (früher Neu-Moschwitz 2) gehört zum Stadtteil Moschwitz der Stadt Greiz im Landkreis Greiz in Thüringen.

## Lage
Neu-Moschwitz liegt nordöstlich abseits von Moschwitz und westlich von Obergrochlitz. Es ist mit dem benachbarten Stadtteil Untergrochlitz zusammengewachsen und wurde 1922 mit diesen Orten nach Greiz eingemeindet.

## Geschichte
Der Weiler wurde als „Neu-Moschwitz 2“ zwischen 1890 und 1920 an der Untergrochlitzer Straße, heute Spitzackerweg, erbaut. Mittlerweile ist die Untergrochlitzer Straße auch von Untergrochlitz aus dem Tal heraus bebaut, wodurch beide Orte verwachsen sind. Der Weiler gehört aber dennoch zu Moschwitz.
„Neu-Moschwitz 1“ bezeichnete anfangs die Mühlenhäuser und Lindenhäuser. Diese Bezeichnung wird heute jedoch nicht mehr genutzt, weshalb Neu-Moschwitz 2 nur noch „Neu-Moschwitz“ genannt wird.